# Barão de Vilar
Barão de Vilar é um título nobiliárquico criado por D. Maria II de Portugal, por Decreto de 10 de Outubro de 1836, em favor de José da Fonseca e Gouveia, depois 1.º Barão de Lordelo, e por Decreto de 21 de Dezembro de 1836, em favor de Cristiano Nicolau Kopke, antes 1.º Barão de Ramalde.
Titulares
1. José da Fonseca e Gouveia, 1.º Barão de Vilar e 1.º Barão de Lordelo.

1. Cristiano Nicolau Kopke, 1.º Barão de Ramalde e 1.º Barão de Vilar;
2. Nicolau Cristiano Kopke, 2.º Barão de Vilar.

Após a Implantação da República Portuguesa, e com o fim do sistema nobiliárquico, usaram o título: 
1. Fernando Luís van Zeller, 3.º Barão de Vilar;
2. Fernando Maria van Zeller, 4.º Barão de Vilar.[2]